# Garonne

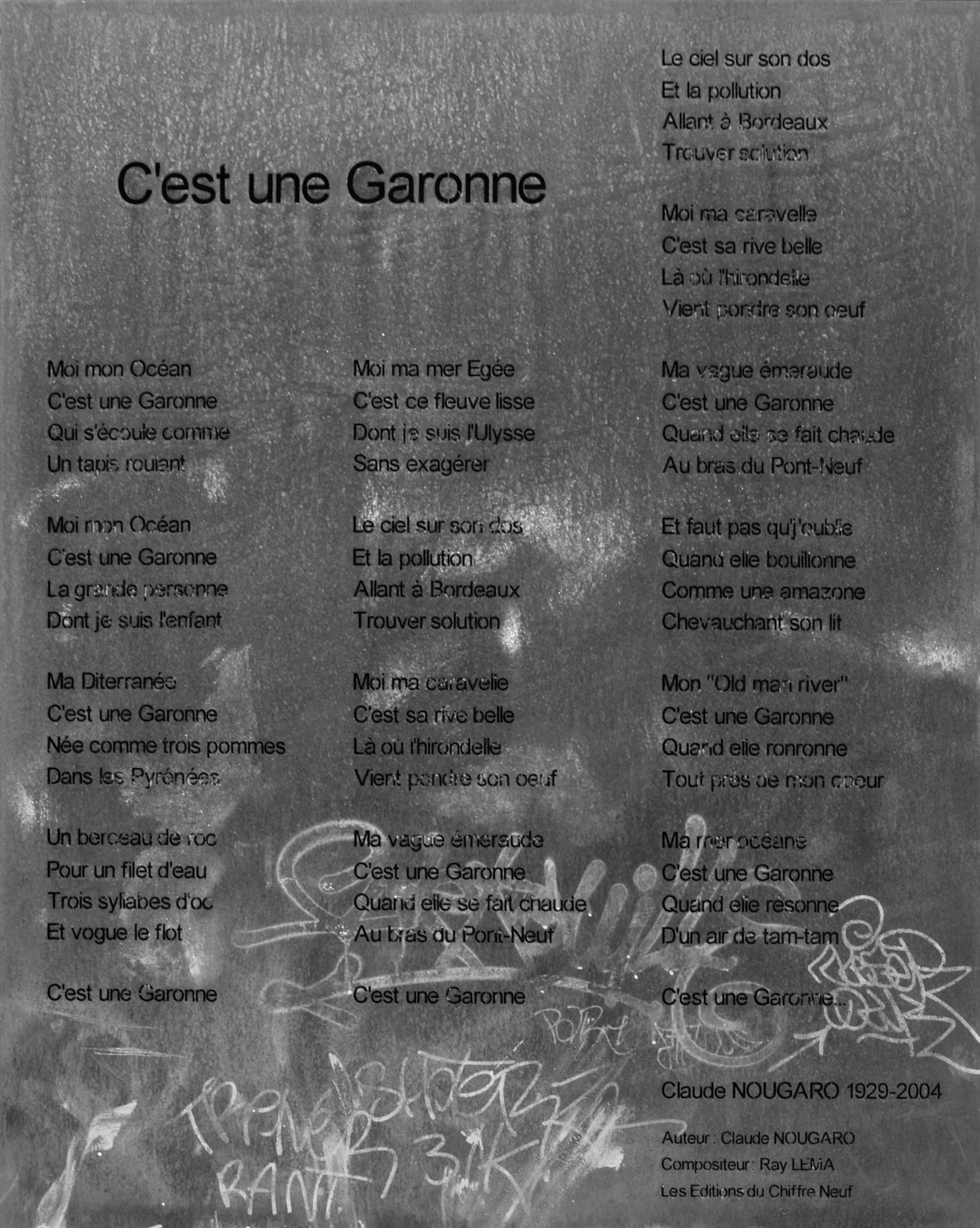
"Bài thơ về sông Garonne trên bờ đê Tp Toulouse"

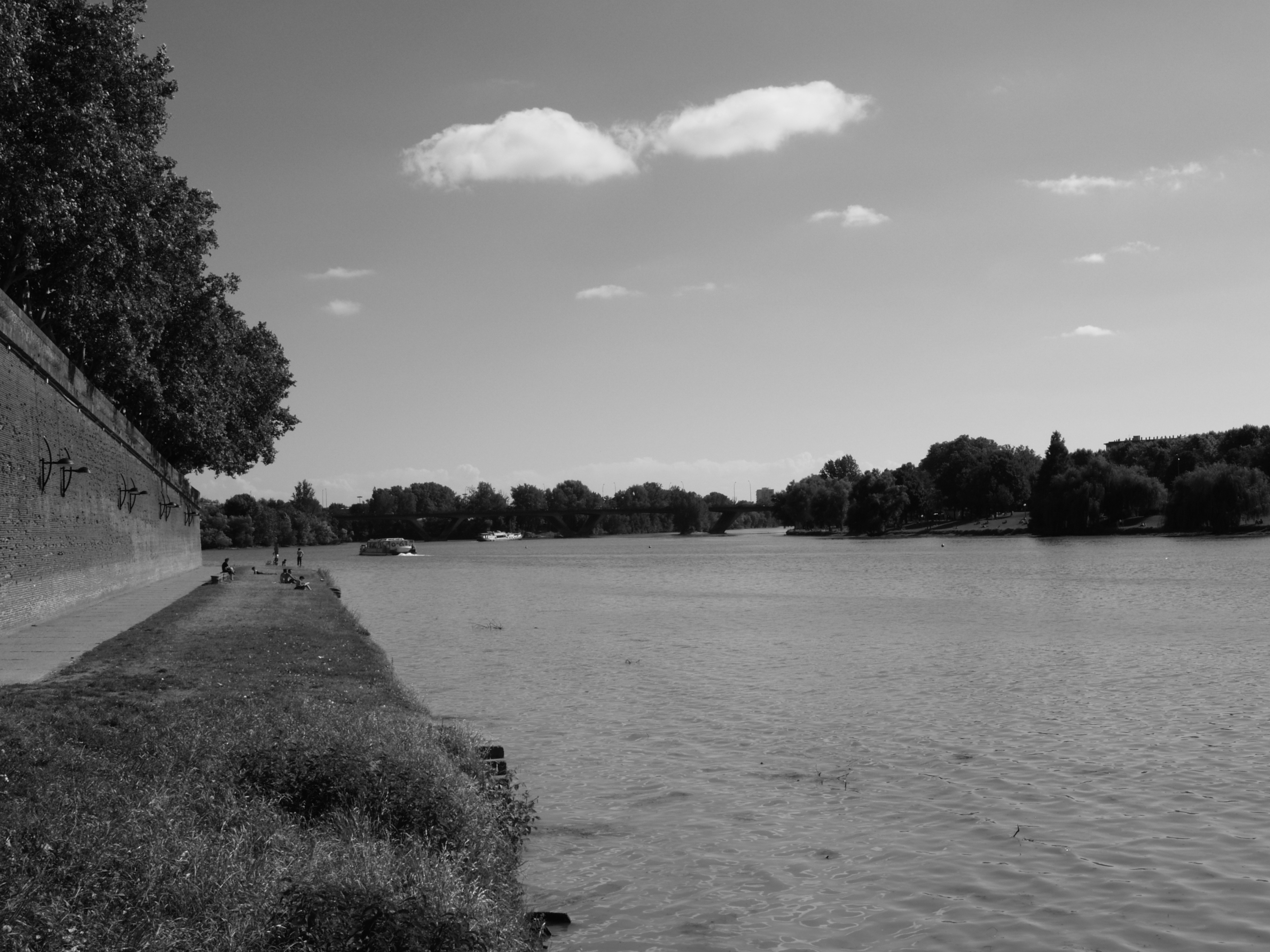
Sông Garonne tại Toulouse

Garonne là một con sông lớn của Pháp và Tây Ban Nha. Đây cũng đồng thời là tên của một số địa danh ở Pháp (các quận de Haute-Garonne, de Lot-et-Garonne, de Tarn-et-Garonne).